# Телефонный план нумерации Гонконга
Телефонный план нумерации Гонконга — диапазоны телефонных номеров, выделяемых различным пользователям телефонной сети общего пользования в Специальном административном районе Гонконг, специальные номера и другие особенности набора для совершения телефонных вызовов. Все международные номера пользователей данной телефонной сети имеют общее начало +852 — называемый префиксом или телефонным кодом территории.
Номера в основном восьмизначные. Номера телефонов фиксированной связи начинаются с 2 или 3, сотовые (мобильные) c 5, 6 или 9, номера пейджеров с 7 и экспедиторские услуги c 8. Префикс для международных вызовов: 001 или другие. Звонки в Макао и Континентальный Китай, являются международными, как и звонки на Тайвань.

## 1970-е года
В 1970-е годы были обозначены следующие коды:
```
3 — 
Коулун
, Нью-Коулун и Сай Кун
5 — 
остров Гонконг
 и отдаленные острова
12 — 
Новые Территории
```

Тогда не существовало стандартного префикса, такого как "0"- набирался только код города и номер телефона при звонке из одного района в другой. Таким образом, для звонков в Гонконг работал следующий набор:
```
xxx-xxx – из Коулуна
3 xxx-xxx – с острова Гонконг или Новых Территорий
+852 3 xxx-xxx – из зарубежья
```

## 1980-е
В середине 1980-х, 6-значный номер, начинавшийся с "0" стал 7-значным, и начинался с "71", уступая место для изменения префикса Новых Территорий с "12" на "0".
```
0xxxxx стал 71xxxxx
```

В 1980 году факсимильные номера были 6- или 7-значными. Были обозначены следующие коды:
```
3 — 
Коулун
, Нью-Коулун и Сай Кун
5 — 
остров Гонконг
 и отдаленные острова
0 — 
Новые Территории
```

Сотовые телефоны имели 8 цифр и начинались с "9".

## 1990-е

### Ранние 1990-е
1 января 1990 года коды были отменены. Коды для шестизначных номеров стали частью номера абонента. Коды для семизначных номеров были просто удалены. В некоторых шестизначных номерах первая цифра изменилась на две цифры, для дополнения до семизначного номера.
```
(3) xxx xxx стало 3xx xxxx
(5) xxx xxx стало 5xx xxxx
(0) Nxx xxx стало nnx xxxx (N = 8, nn = 46)
(3) Nxx xxxx стало Nxx xxxx (N = 7)
(5) Nxx xxxx стало Nxx xxxx (N = 8 или 9)
(0) Nxx xxxx стало Nxx xxxx (N = 4 или 6)
```

### Середина 1990-х
В середине 1990-х годов, ко всем городским номерам было добавлено число "2". В номере стало по восемь цифр. "7" появилось перед номерами пейджеров.
```
xxx xxxx стало 2xxx xxxx
11xx xxx стало 711xx xxx
11xx xxxxx стало 7xx xxxxx
9xxx xxxx не изменилось
```

## 2000-е и настоящее время
После того как городские номера на 2 закончились, начали выдавать номера на 3. В номерах мобильных телефонов по-прежнему остаётся восемь цифр. Цифра 6 стала использоваться для сотовых телефонов после того, как номера, начинавшиеся с 9, закончились. С мая 2008 года появились также номера мобильных, начинающиеся с 5.
```
2xxx xxxx – городские телефоны
3xxx xxxx – городские телефоны и номера ISP
5xxx xxxx – сотовые телефоны
6xxx xxxx – сотовые телефоны
7xxx xxxx – номера пейджеров
8xxx xxxx – экспедиторские услуги
9xxx xxxx – сотовые телефоны
```

Также, например, можно звонить на номера Skype, который, как правило, представлялся в виде 81xx xxxx.

## Международные вызовы
+ (код страны) (код города) XXXX XXXX
"+" — код доступа к IDD услуге.
Звонки в Макао и КНР, являются международными, как и звонки на Тайвань.
```
Макао +853 XXXX XXXX
Китай +86 (код города) XXXX XXXX
Тайвань +886 (код города) ххх хххх
```

Раньше "+" заменялся на 106 (по 1980 год), а затем 001.

## Экстренные службы и другие специальные номера
Телефонный номер экстренных служб — полиции, пожарной службы и скорой помощи — 999 для городских телефонов.
Для сотовых и других пользователей связи:
- 992 – факс (факсимильная связь), SMS через сотовую связь (для инвалидов)
- 112 – мобильные телефоны

Некоторые специальные номера состоят из трех—пяти цифр. Некоторые дополнительные услуги, например, игры, девятизначные.
Номера, начинающиеся с '1', как правило, зарезервированы для операторов услуг. Эти услуги предоставляются отдельным оператором телефону. В целом, эти цифры могут быть использованы на всех носителях:
- Каталог услуг доступен по номерам 1081 (на английском языке) и 1083 (кантонский диалект).
- Чтобы узнать информацию о времени или температуре, нужно набрать 18501 (английский) и 18503 (кантонский).